# Tacaimbó
Tacaimbó é um município brasileiro do estado de Pernambuco. Administrativamente, o município compõe-se dos distritos sede e Riacho Fechado.

## Geografia
Localiza-se à latitude 08º18'58" sul e à longitude 36º17'36" oeste e tem altitude de 576 metros. Sua população estimada em 2004 era de 13.572 habitantes, distribuídos em 210,94 km² de área.